# 세인트빈센트 그레나딘의 코로나19 범유행
다음은 세인트빈센트 그레나딘에서 일어나고 있는 코로나19 범유행에 대한 글이다.

## 연혁

### 3월
3월 11일, 세인트빈센트 그레나딘에 코로나바이러스 첫 확진자가 발생하였다. 이 확진자는 영국에서 바베이도스를 거쳐 세인트빈센트섬으로 왔다. 영국에서 바베이도스를 갈 때는 영국항공을 이용하였으며, 세인트빈센트에 갈 때는 LIAT 항공을 이용하였다.

## 같이 보기
- 그레나다의 코로나19 범유행
- 북아메리카의 코로나19 범유행
- 나라별 코로나19 범유행